# Iñigo Díaz de Cerio
Iñigo Díaz de Cerio Conejero (San Sebastián, 15 maggio 1984) è un ex calciatore spagnolo, di ruolo attaccante.

## Carriera
Cresciuto calcisticamente nella Real Sociedad, ne diventa il perno indiscusso dell'attacco. 
L'8 novembre 2008 in una gara di campionato della Segunda División spagnola si rompe tibia e perone in uno scontro con il portiere dell'Eibar.
Il 27 aprile 2009 rescinde il contratto che lo lega alla società donostiana e si accasa ai rojoblancos di Bilbao, dove viene presentato il 1º luglio.
Firma un contratto fino al 30 giugno 2013, con una clausola rescissoria di 50 milioni di euro.
Torna in campo relativamente in fretta (rispetto al gravissimo infortunio subito), con alcuni brevi spezzoni di partita nel campionato 2009-2010 e nell'Europa League.
Nell'estate 2010 passa in prestito al Cordoba, ritornando però all'Athletic già nella sessione invernale del calciomercato. In seguito milita nel Numancia e nel Mirandès, entrambe in Segunda División.